# Codex Gigas
 (срп. Џиновска књига) је највећи сачувани средњовековни рукопис. Такође је познат и под називом Ђавоља Библија због велике илустрације ђавола у њој и легенди о њеном настанку о монаху који је продао душу ђаволу. Верује се да је настала почетком 13. века у бенедиктанском манастиру Подлажице у Бохемији (данашња Чешка). Codex Gigas обухвата Вулгату, као и многе историјске документе написане на латинском језику. Године 1648, током Тридесетогодишњег рата, шведска војска је однела рукопис као део ратног плена, и данас се чува у Народној библиотеци Шведске у Стокхолму, иако углавном није доступна посетиоцима.

## Опис
Књига се налази у дрвеној кутији прекривеној кожом и украсним металом. Са својих 92 цм дужине, 50 цм ширине и 22 цм дебљине и тежином од 75 килограма то је највећи познати средњовековни рукопис. Ђавоља библија је састављена од 310 листова пергамента углавном начињених од кожа 160 магараца и вероватно телади. Првобитно је садржао 320 страна, али су неке од њих временом уклоњене. Није познато ко их је уклонио и у коју сврху али је вероватно да су садржале монашка правила Бенедиктинаца. Рукопис је исписао само један писар.

## Историја
Верује се да је кодекс начинио монах Херман у бенедиктинском манастиру Подлажице, у близини Хрудима. Манастир је уништен током 15. века. Извештаји у кодексу завршавају се закључно 1229. годином.
Кодекс је касније завештан цистерцитском манастиру Седлек, а потом га је купио бенедиктински манастир Бревнов. У периоду од 1477. до 1593. године чуван је у библиотеци манастира Брумов, док није однет у Праг 1594. да би постао део колекције Рудолфа II.
Крајем Тридесетогодишњег рата, 1648. године, целу колекцију однела је шведска војска као део ратног плена. Од 1649. до 2007. рукопис је чуван у Шведској краљевској библиотеци у Стокхолму. Место његовог настанка је представљено макетом у музеју града Храста.
Кодекс је оштећен 7. маја 1697. када је велики пожар букнуо у краљевском дворцу у Стокхолму, захватајући и краљевску библиотеку. Кодекс је спасен од пламена тако што је избачен кроз прозор приликом чега су вероватно неки листови одлетели и дан-данас недостају. Након пуних 359 година, Кодекс Гигас је накратко враћен у Праг, где је изложен у Народној библиотеци Клементинум, у посебном стакленом трезору, уз велике мере обезбеђења. Драгоцени рукопис је претходно из Стокхолма посуђиван само ради изложби у Берлину и Њујорку.

## Легенда о настанку рукописа за једну ноћ
Према легенди забележеној још у средњем веку, аутор Кодекса био је монах који је прекршио своју монашку заклетву и био осуђен да буде жив зазидан. Да би окајао тешку казну, обећао је да ће створити књигу за једну ноћ, која ће заувек прославити манастир и обухватити целокупно људско знање. Близу поноћи је схватио да неће моћи да испуни задатак сам, тако да је упутио посебну молитву, не Богу, већ палом анђелу Луциферу, како би му помогао да заврши књигу у замену за своју душу. Ђаво је завршио књигу, а монах је додао слику ђавола из захвалности за помоћ. Приликом тестирања, процењено је да би само за калиграфски део, без илустрација и украшавања, требало пет година непрекидног писања.